# (2143) Jimarnold
(2143) Jimarnold es un asteroide perteneciente al cinturón de asteroides descubierto por Eleanor Francis Helin desde el observatorio del Monte Palomar, Estados Unidos, el 26 de septiembre de 1973.

## Designación y nombre
Jimarnold fue designado al principio como 1973 SA.
Más tarde se nombró en honor del químico estadounidense James R. Arnold (1923-2012).

## Características orbitales
Jimarnold está situado a una distancia media de 2,281 ua del Sol, pudiendo alejarse hasta 2,815 ua y acercarse hasta 1,747 ua. Su inclinación orbital es 8,364° y la excentricidad 0,234. Emplea 1258 días en completar una órbita alrededor del Sol.